# Pobřežní hlídka (film)
Pobřežní hlídka (v anglickém originále Baywatch) je americký akční komediální film z roku 2017. Natočil jej režisér Seth Gordon podle scénáře Damiana Shannona a Marka Swifta, příběh napsali Jay Scherick s Davidem Ronnem a Thomas Lennon společně s Robertem Benem Garantem. Vychází ze stejnojmenného televizního seriálu z 90. let 20. století. Z něj pochází i některé hlavní postavy, jako Mitch Buchannon, jehož po Davidu Hasselhoffovi ztvárnil Dwayne Johnson, nebo Matt Brody, kterého po Davidu Charvetovi z 3. až 5. řady seriálu převzal Zac Efron. Po Pamele Andersonové „zdědila“ úlohu C. J. Parkerové Kelly Rohrbachová. Americká společnost Paramount Pictures film premiérovala 25. května 2017. Do českých kin jej uvedla v angličtině s českými titulky společnost Cinemart od 15. června téhož roku jako nepřístupný do 15 let věku.

## Postavy a obsazení
| Dwayne Johnson        | Mitch Buchannon         |
| Zac Efron             | Matt Brody              |
| Priyanka Chopra       | Victoria Leeds          |
| Alexandra Daddario    | Summer Quinn            |
| Kelly Rohrbach        | C. J. Parkerová         |
| Ilfenesh Hadera       | Stephanie Holdenová     |
| Jon Bass              | Ronnie Greenbaum        |
| Yahya Abdul-Mateen II | seržant Garner Ellerbee |
| Hannibal Buress       | Dave the Tech           |
| Rob Huebel            | kapitán Don Thorpe      |
| Amin Joseph           | Frankie                 |
| Jack Kesy             | Leon                    |
| Oscar Nuñez           | radní Rodriguez         |
| David Hasselhoff      | mentor                  |
| Pamela Andersonová    | Casey Jean Parkerová    |

## Uvedení
Společnost Paramount Pictures v lednu 2016 stanovila termín uvedení filmu do kin na 19. května 2017. V prosinci 2016 posunula premiéru o týden později, na 26. května 2017, aby se vyhla konkurenci snímku Vetřelec: Covenant. V dubnu 2017 pak ohlásila ještě posun o jeden den na 25. května kvůli přímé kolizi s uvedením Pirátů z Karibiku: Salazarovy pomsty.
Za první víkend v 3 647 amerických kinech film s produkčním rozpočtem 69 milionů USD utržil 18 503 871 dolarů, čímž obsadil třetí příčku za pátým dílem Pirátů z Karibiku s téměř 63 miliony a druhým dílem Strážců Galaxie s necelými 21 miliony dolarů. O dalším víkendu se propadl na 5. místo, když i oba předchozí snímky předčily nové premiéry: komiksová Wonder Woman a animák Kapitán Bombarďák ve filmu. A o týden později se do této sestavy vklínily ještě další dvě premiéry: oživená Mumie s Tomem Cruisem a mysteriózní horor It Comes at Night, čímž se Pobřežní hlídka dostala na 7. příčku s utrženými 4,6 miliony dolary.

### Ocenění a nominace
| Ocenění                                       | Datum         | Kategorie                                    | Nominovaný      |          |
| --------------------------------------------- | ------------- | -------------------------------------------- | --------------- | -------- |
| Alliance of Women Film Journalists EDA Awards | 9. ledna 2018 | Remake nebo sequel, který neměl být natočený | Pobřežní hlídka | nominace |